# Royston Drenthe
Royston Drenthe (Rotterdam, 1987. április 8. –) holland labdarúgó, jelenleg a Racing Murcia játékosa.
Pályafutását a Feyenoord korosztályos csapatában kezdte, ahol többnyire balszélsőt játszott.

## A válogatottban
A Holland U21-es válogatottban 21-szer szerepelt és 1 gólt rúgott.
A felnőtt válogatottban eddig egyszer szerepelt.

## Sikerei, díjai

### Klub
- Real Madrid:
  - Spanyol bajnokság: 2006–07
  - Spanyol szuperkupa: 2008

### Válogatott
- Hollandia
  - U21-es labdarúgó-Európa-bajnokság: 2007